# Fadenflosser
Die Fadenflosser (Polynemidae), auch Fingerfische genannt, sind eine Familie aus der Ordnung	Carangiformes. Die ca. 40 Arten in acht Gattungen leben in tropischen und subtropischen Regionen weltweit im flachen küstennahen Meer und im Brackwasser, immer über sandigen und schlammigen Weichböden. Einige Arten wandern auch in Flüsse ein. Fünf Arten leben ausschließlich im Süßwasser.

## Merkmale
Ihren Namen haben die Tiere von ihren seltsamen Brustflossen, deren unterer Teil aus drei bis sieben fadenförmigen langen Strahlen besteht (14–15 bei Polynemus multifilis). Die Fadenflosser können mit Sinnesorganen auf diesen Fäden Beute aufspüren, wenn sie sie über den Boden schleifen lassen. Die Rückenflossen, eine hartstrahlige und eine weichstrahlige, sind durch eine Lücke deutlich voneinander getrennt. Die Bauchflossen befinden sich deutlich an der Körperunterseite, sie werden von einem Stachel und fünf verzweigten Flossenstrahlen gestützt. Die Schwanzflosse ist tief gegabelt. Fadenflosser besitzen 24 bis 25 Wirbel, das Maul ist unterständig. Sie werden elf Zentimeter bis zwei Meter lang.

## Systematik
Es gibt acht Gattungen und über 40 Arten.
- EleutheronemaEleutheronema tetradactylum

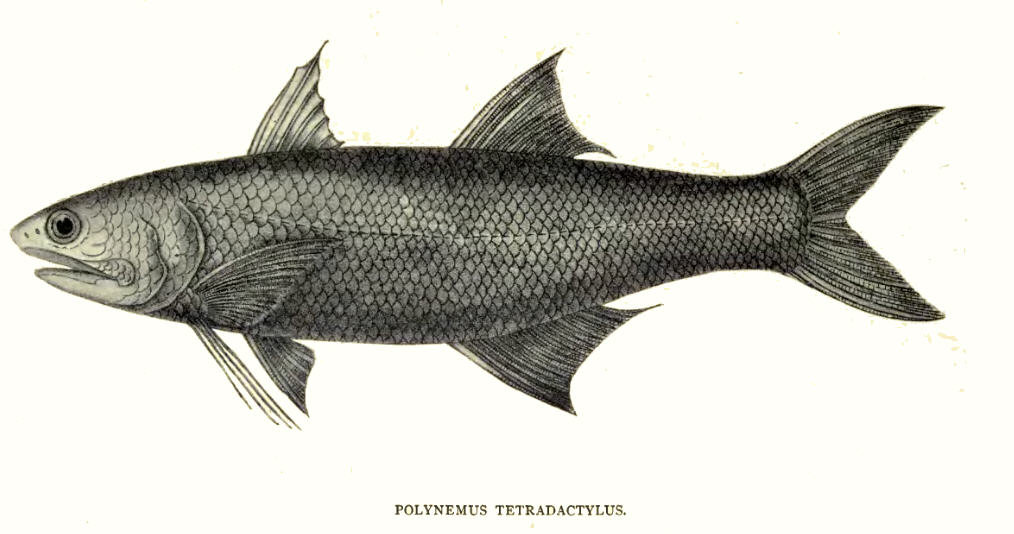
Eleutheronema tetradactylum

  - Eleutheronema rhadinum (Jordan & Evermann, 1902)
  - Eleutheronema tetradactylum (Shaw, 1804)
  - Eleutheronema tridactylum (Bleeker, 1849)
- FilimanusFilimanus heptadactyla

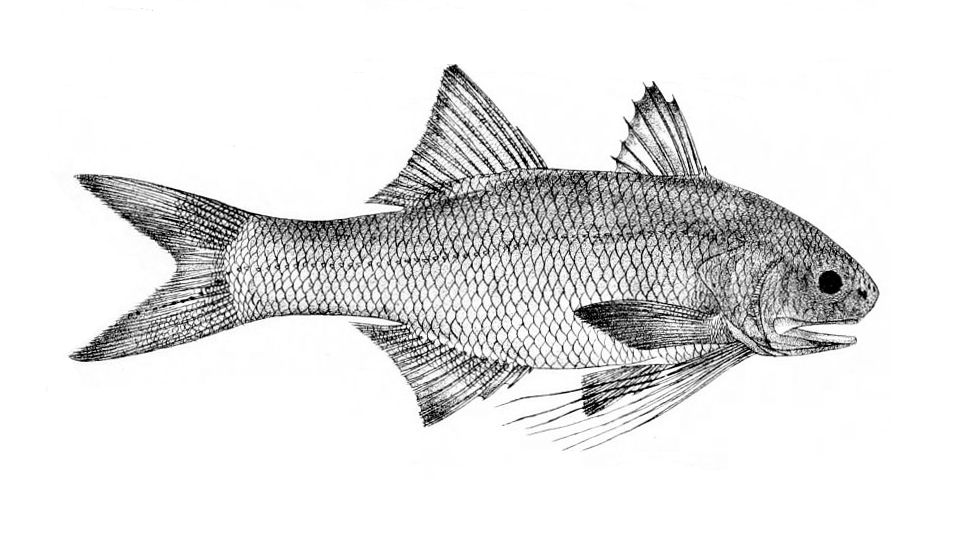
Filimanus heptadactyla

  - Filimanus heptadactyla (Cuvier, 1829)
  - Filimanus hexanema (Cuvier, 1829)
  - Filimanus perplexa Feltes, 1991
  - Filimanus sealei (Jordan & Richardson, 1910)
  - Filimanus similis Feltes, 1991
  - Filimanus xanthonema (Valenciennes, 1831)
- Galeoides
  - Galeoides decadactylus (Bloch, 1795)
- Leptomelanosoma
  - Leptomelanosoma indicum (Shaw, 1804)
- Parapolynemus
  - Parapolynemus verekeri (Saville-Kent, 1889)
- PentanemusPentanemus quinquarius

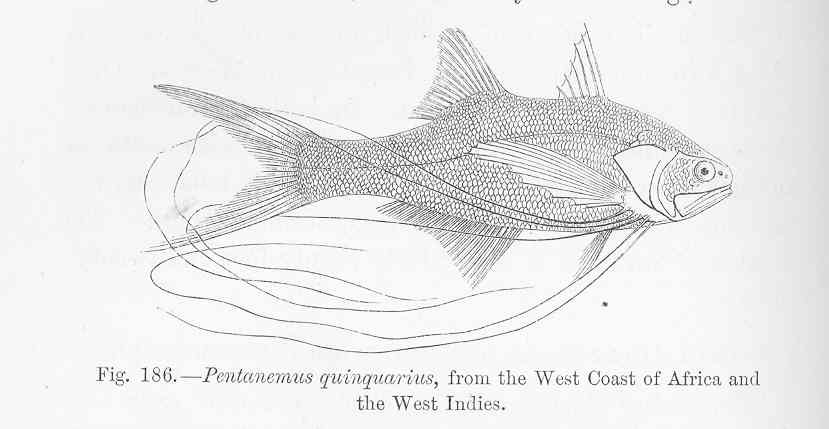
Pentanemus quinquarius

  - Pentanemus quinquarius (Linnaeus, 1758)
- PolydactylusPolydactylus plebeius

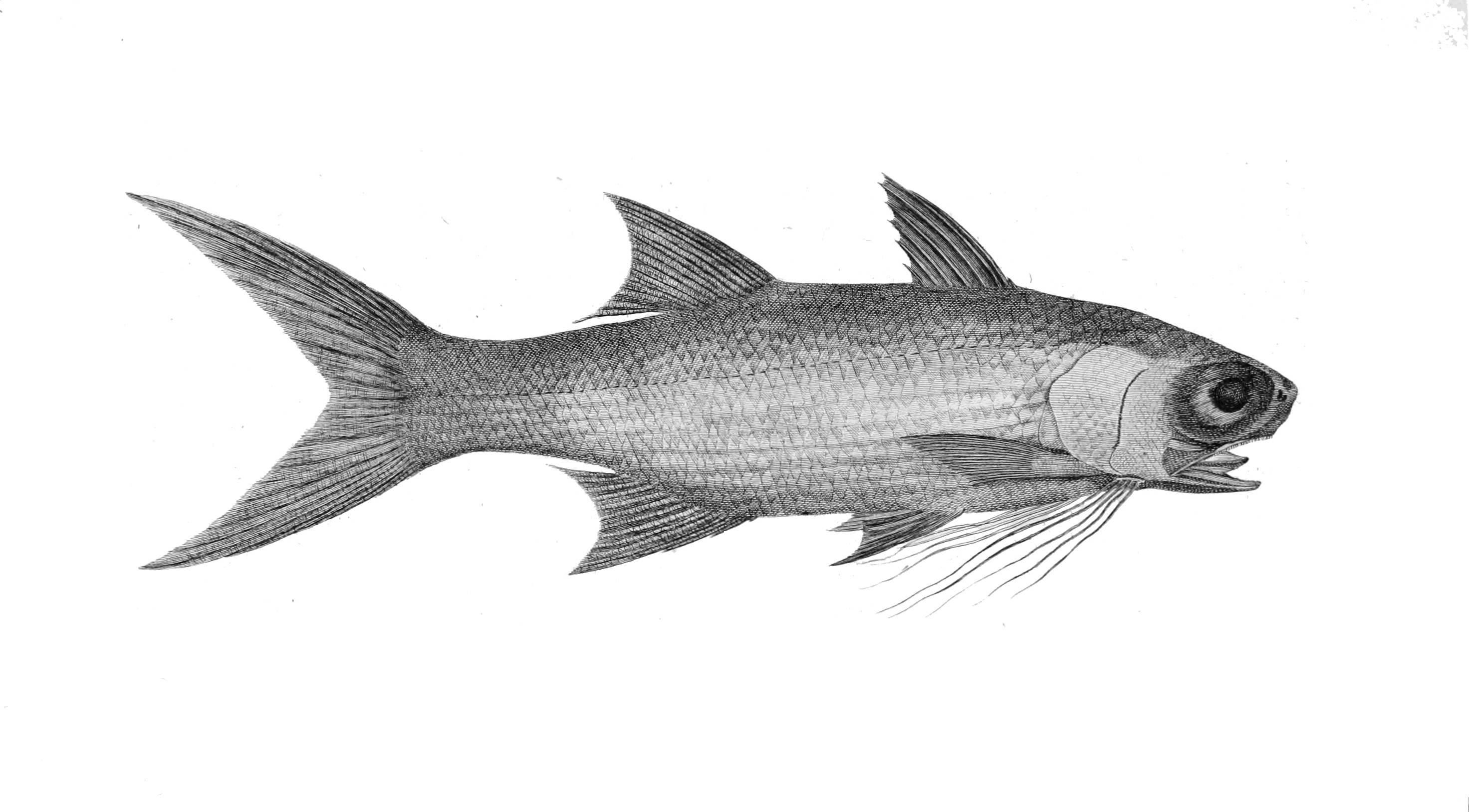
Polydactylus plebeius

  - Polydactylus approximans (Lay & Bennett, 1839)
  - Polydactylus bifurcus Motomura, Kimura & Iwatsuki, 2001
  - Polydactylus longipes Motomura, Okamoto & Iwatsuki, 2001
  - Polydactylus macrochir (Günther, 1867)
  - Polydactylus macrophthalmus (Bleeker, 1858)
  - Polydactylus malagasyensis Motomura & Iwatsuki, 2001
  - Polydactylus microstomus (Bleeker, 1851)
  - Polydactylus mullani (Hora, 1926)
  - Polydactylus multiradiatus (Günther, 1860)
  - Polydactylus nigripinnis Munro, 1964
  - Polydactylus octonemus (Girard, 1858)
  - Polydactylus oligodon (Günther, 1860)
  - Polydactylus opercularis Seale & Bean, 1907
  - Polydactylus persicus Motomura & Iwatsuki, 2001
  - Polydactylus plebeius (Broussonet, 1782)
  - Fingerfisch (Polydactylus quadrifilis (Cuvier, 1829))
  - Polydactylus sexfilis (Valenciennes, 1831)
  - Polydactylus sextarius (Bloch & Schneider, 1801)
  - Polydactylus siamensis Motomura, Iwatsuki & Yoshino, 2001
  - Polydactylus virginicus (Linnaeus, 1758)
- PolynemusEleganter Paradies-Fadenfisch

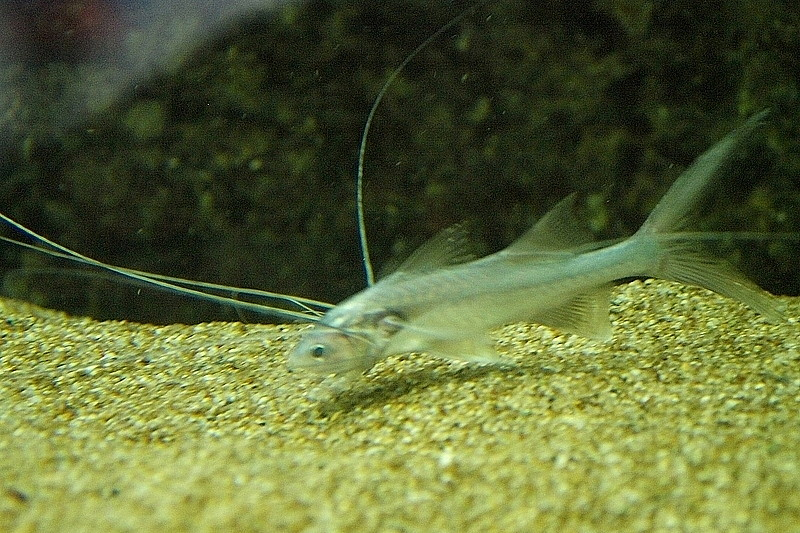
Eleganter Paradies-Fadenfisch

  - Polynemus aquilonaris Motomura, 2003
  - Polynemus bidentatus Motomura & Tsukawaki, 2006
  - Polynemus dubius Bleeker, 1854
  - Polynemus hornadayi Myers, 1936
  - Eleganter Paradies-Fadenfisch (Polynemus multifilis Temminck & Schlegel, 1843)
  - Polynemus paradiseus Linnaeus, 1758

Polydactylus ist keine monophyletische Gattung, sondern ist mit allen anderen Fadenflossergattungen mit Ausnahme der basalen Gattung Pentanemus polyphyletisch tief verschachtelt. Monophyletisch ist nur eine kleine Gruppe um die Typusart Polydactylus virginicus zu der außerdem P. approximans, P. octonemus, P. oligodon und P. opercularis gehören.

## Äußere Systematik
Wie viele andere Fischfamilien aus der Gruppe der Stachelflosser (Acanthopterygii) wurden die Fadenflosser für einen langen Zeitraum der Ordnung der Barschartigen (Perciformes) zugeordnet, die allerdings in der damaligen Zusammensetzung eine polyphyletische Sammelordnung war.  Heute gehören sie zu den Carangiformes. Ihre Schwestergruppe sind die Umberfische (Sciaenidae). Schwestergruppe der von Fadenflossern und Umberfischen gebildeten Klade sind die Plattfische (Pleuronectoideo).